# Brandon (Dakota Południowa)
Brandon – miasto w Stanach Zjednoczonych, w stanie Dakota Południowa, w hrabstwie Minnehaha, położone nad ujściem rzeki Split Rock Creek do Big Sioux.